# Creaseyite
La creaseyite è un minerale.